# خاتوشا
خاتوشا Ḫattuša أو هاتوشا (أيضا هاتوسا، (بالتركية: Hattuşaş)‏ تكتب بالحيثية (Hittite: URUḪa-at-tu-ša) عاصمة الإمبراطورية الحثية. تقع في مقاطعة جوروم في قرية بوغاز كوي في مرتفعات الأناضول على انحناء نهر كيزيزليرماك شمال الأقليم القديم في كبادوكيا، على بعد حوالي 170 كم شرق أنقرة.
خاتوشا هي واحدة من أكبر مواقع المدن القديمة في العالم. في عام 1986، أضيفت خاتوشا والحرم الحيثي يازيليكايا Yazılıkaya المجاور إلى قائمة اليونسكو للتراث العالمي. ينتمي كلا المكانين مع البيئة الأوسع إلى الحديقة الوطنية التركية الحديقة الوطنية Nationalpark Boğazköy-Alacahöyük. في عام 2001 م، تم تضمين أرشيفات الالواح المسمارية الموجودة في ختوشا في سجل ذاكرة العالم.

## تاريخ
تعود آثار الاستيطان الأولى في مدينة خاتوشا إلى العصر النحاسي في الألف السادس قبل الميلاد. بدأ الإستيطان المستمر في أوائل العصر البرونزي قرب نهاية الألفية الثالثة قبل الميلاد. عندما أسس الحاتيون مستوطنة ومركز إمارة في الموقع.
في وقت مبكر من الألفية الثانية قبل الميلاد . نشأ على حافة المستوطنة الحاتية كاروم، مستعمرة للتجار الآشوريين، باسم خاتوش Ḫattuš.  بقوافلهم التي تجرها الحمير، نقل الآشوريون البضائع عبر مسافات طويلة، داخل الأناضول وبلاد ما بين النهرين. معهم جاءت الكتابة إلى الأناضول. في أثناء هذه الحقبة، تم بناء حصن على ذروة كتلة صخور بويوكالي Büyükkale للحماية من الأعداء. في القرنين الأولين من الألفية الثانية قبل الميلاد في وسط الأناضول، كانت هناك صراعات متكررة بين أمراء حاتيون محليون ومجموعات الحثيين المهاجرين الذين يسعون إلى توسيع سلطتهم.
تُظهر الاكتشافات الأثرية أن مدينة خاتوشا بنيت حوالي عام 1700 قبل الميلاد.   إلا أنها دُمرت بحريق كبير. وبخصوص تدمير المكان، يوجد خبر منقول في نص مسماري، أفاد فيه ملك انيتا Anitta من كوشارا Kuššara بأنه ضرب الملك بيوشتي Piyušti في خاتوشا ودمر مدينته، ولعن المدينة إلى الأبد، وزرعها بالشمر  وأنشأ مركزه التجاريعلى بعد 160 كم في الجنوب الشرقي في مدينة كانيش، التي قد كان لها سطوة وهيبة كونها المركز الرئيسي للمستعمرات التجارية الآشورية.
وقد أُعيد استيطان خاتوششا منذ النصف الثاني من القرن 17 قبل الميلاد. . الأمير الحثي لابارنا Labarna(1565-1540 ق.م)   بني هنا مقر حكمه ولاحقًا سمى نفسه باسم خاتوشيلي Ḫattušili . والذي يعني «الخاتوشي: منسوب إلى خاتوشا». وهكذا تبدأ قصة خاتوشا كعاصمة الحثيين ومقر البيت الملكي الحثي، الذي يعرف منه بالاسم حتى الآن 27 ملكًا. في القرن 16 ق.م   امتدت منطقة المدينة المسورة من 79 إلى 180 هكتار. في القرنين 14 و 13 ق.م  شهدت المدينة أوج ازدهارها: التحصينات الضخمة وإعادة بناء مجمعات القصور أو توسيعها، في المدينة العليا نشأت منطقة معابد جديد. حوالي 1200 ق.م، عندما انهارت إمبراطورية الحثيين، هُجرت عاصمة الإمبراطورية.
تعود آثار الاستيطان المُتعثر خلال العصور الكلاسيكية المظلمة إلى القرنين الحادي عشر والعاشر قبل الميلاد. ومنها تأسست بين القرنين التاسع إلى الخامس قبل الميلاد، مرة أخرى، مستوطنة فريجية محصنة كبيرة.لاحقًا تكرار الاستيطان في الفترات التالية: في فترة غلطة - الهلنستية، وخلال الحكم الروماني وأيضًا في فترة الإمبراطورية البيزنطية، حتى النصف الثاني من القرن الحادي عشر الميلادي.

## المدينة

### المدينة السفلى والمدينة العليا

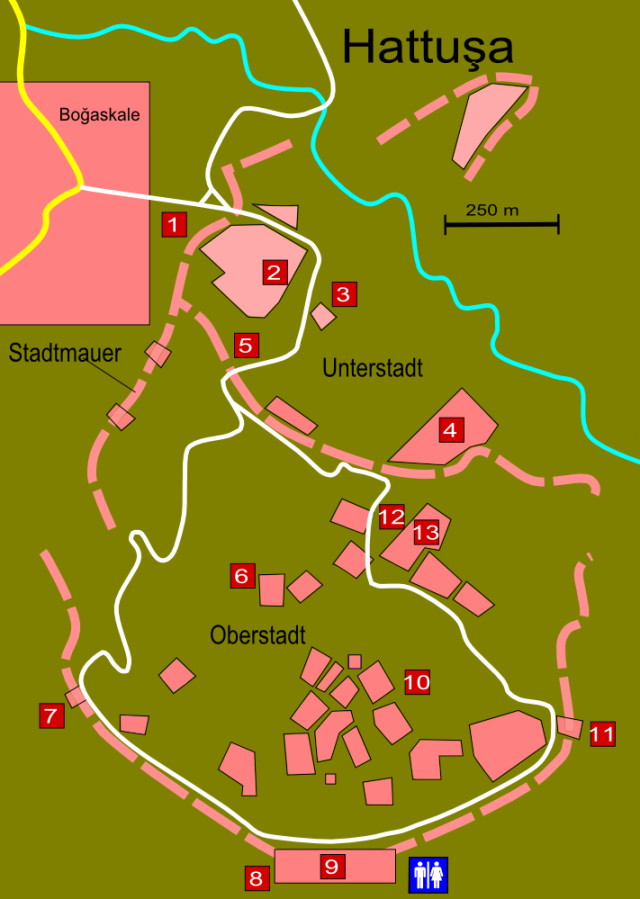
خريطة لمدينة خاتوشا (الخطوط البيضاء هي شوارع اليوم)
---- 1 الجزء المعاد بناؤه من سور المدينة في المدينة السفلى
2 مجمع المعبد في المدينة السفلى مع المعبد الكبير («المعبد 1») 3 منزل على منحدر (مبنى إداري) 4 ظهر صخري Büyükkale (صخور مع القلعة الملكية) 5 كيسيكايا Kesikkaya (الصخور المشقوقة)
6 ساريكال Sarıkale (صخور كبيرة) 7 بوابة أسود 8 ساتر يركابي Yerkapı9 بوابة سفنكس10 حي معبد البلدة العليا 11 بوابة الملك 12 مدخل إلى القلعة الجنوبية
13 القلعة الجنوبية مع غرفة هيروغليفية

تقع خاتوشا في الطرف الجنوبي لسهل على منحدر يصل ارتفاعه إلى 300 متر فوق مستوى الوادي. يشكل مجرى جدول، الذي ربما تم تنظيم مساره في العصر الحديدي،  الحد الفاصل بين المدينة السفلى في الشمال (وتسمى أيضًا المدينة القديمة) والمدينة العليا في الجنوب (وتسمى أيضًا المدينة الحديثة). تبلغ مساحة المدينة العليا أكثر من كيلومتر مربع.

### أسوار المدينة والبوابات
يحيط بالمدينة جدار ضخم يبلغ طوله أكثر من 8 كيلومترات. المدينة السفلى محاطة جزئيًا فقط بجدار في الشمال والشرق. كانت هناك أيضًا جدران بين أحياء المدينة المختلفة، والتي منها بقايا محفوظة. تم بناء أكثر من مائة برج في الجدران المزدوجة في المدينة العليا.
وفقًا للمعرفة الحالية، كانت هناك خمس بوابات للمدينة في الجدار الخارجي للمدينة العليا: بوابتان في الغرب بلإضافة لبوابة الأسود في الجنوب الغربي، وبوابة سفنكس في الجنوب وبوابة الملك في الجنوب الشرقي. تقع بوابة السفنكس في أعلى نقطة في المدينة. تتميز البوابات الخمسة بكتل ضخمة من الحجر عند المداخل من الخارج والداخل، وأربعة أبواب (جميعها باستثناء بوابة السفنكس) عدا عن ذلك فإن تصميم المداخل كقواس مكافئة، تصميم فريد في ذلك الوقت. كانت البوابات محاطة من كلا الجانبين بالأبراج.
سُميت البوابات الجنوبية الثلاثة حسب التماثيل المعروضة على الكتل الحجرية الضخمة في المداخل:
- عند بوابة الأسود، يوجد أسدين عند المدخل الخارجي، وقد تم نحت نصفيهما من الكتل الحجرية بشكل مُجسم.[8]
- بوابة السفنكس وضعت تحت حراسة أربعة سفنكسات بالأصل، بقي منها سفنكسان على جانب المطل على المدينة، وسفنكس ثالثة تالفة على الجهة الخارجية من البوابة. في حالة تمثال السفتكس، تم نحت الكتل الحجرية على المقدمة وكذلك على الظهر كتماثيل مجسمة بالإضافة إلى نحت نافر على سطوحها الجانبية. جُلب اثنين من السفنكس إلى برلين بعد اكتشافها في عام 1907م للترميم. وأعيد أحد هذه التمائيل إلى تركيا في عام 1924 م، والآخر أعيد فقط في عام 2011 (انظر أدناه).
- تحتوي بوابة التي تسمى بوابة الملك على نحت نافر واحد فقط على الجانب الأيسر من المدخل الداخلي. بعد الاكتشاف في عام 1907، فهم المنقبون أن التمثال ذو الجم الذي يتجاوز الحجم الطبيعي لإنسان (ارتفاعه إلى ذروة الخوذة 2.25 متر) في البداية على أنه تصوير لملك مع سمات المحارب، ومن هنا جاءت تسمية بوابة الملك. اليوم، يفُسير التمثال على أنه يمثل إله الحرب، إذ يمكن رؤية قرنان على مقدمة الخوذة، وهذه السمة لا توجد إلا في تمثيل الآلهة الحثية.[9] الكتلة الحجرية بالنحت النافر التي تشاهد اليوم في خاتوشا هي نسخة. النحت النافر الأصلي موجود في متحف الحضارات الأناضولية في أنقرة.[10]

فسر بيتر نيف Peter Neve البوابات الجنوبية الثلاثة (بوابة الأسود وبوابة السفنكس وبوابة الملك) على أنها عناصر استعراض من شارع للمواكب التي تبدأ في حي المعبد في البلدة العليا وتعود إليه.

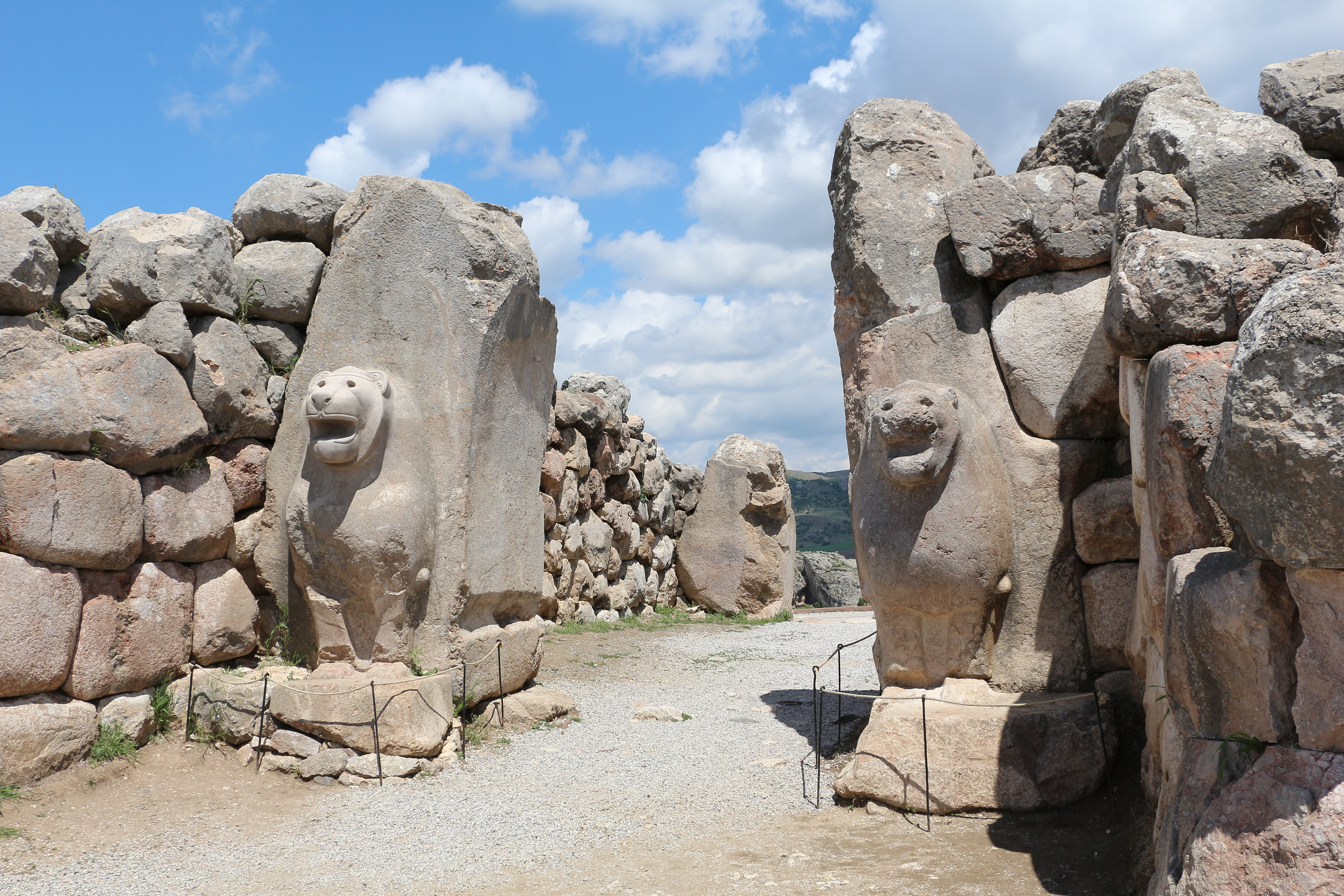
بوابة الأسود, منظر من الخارج
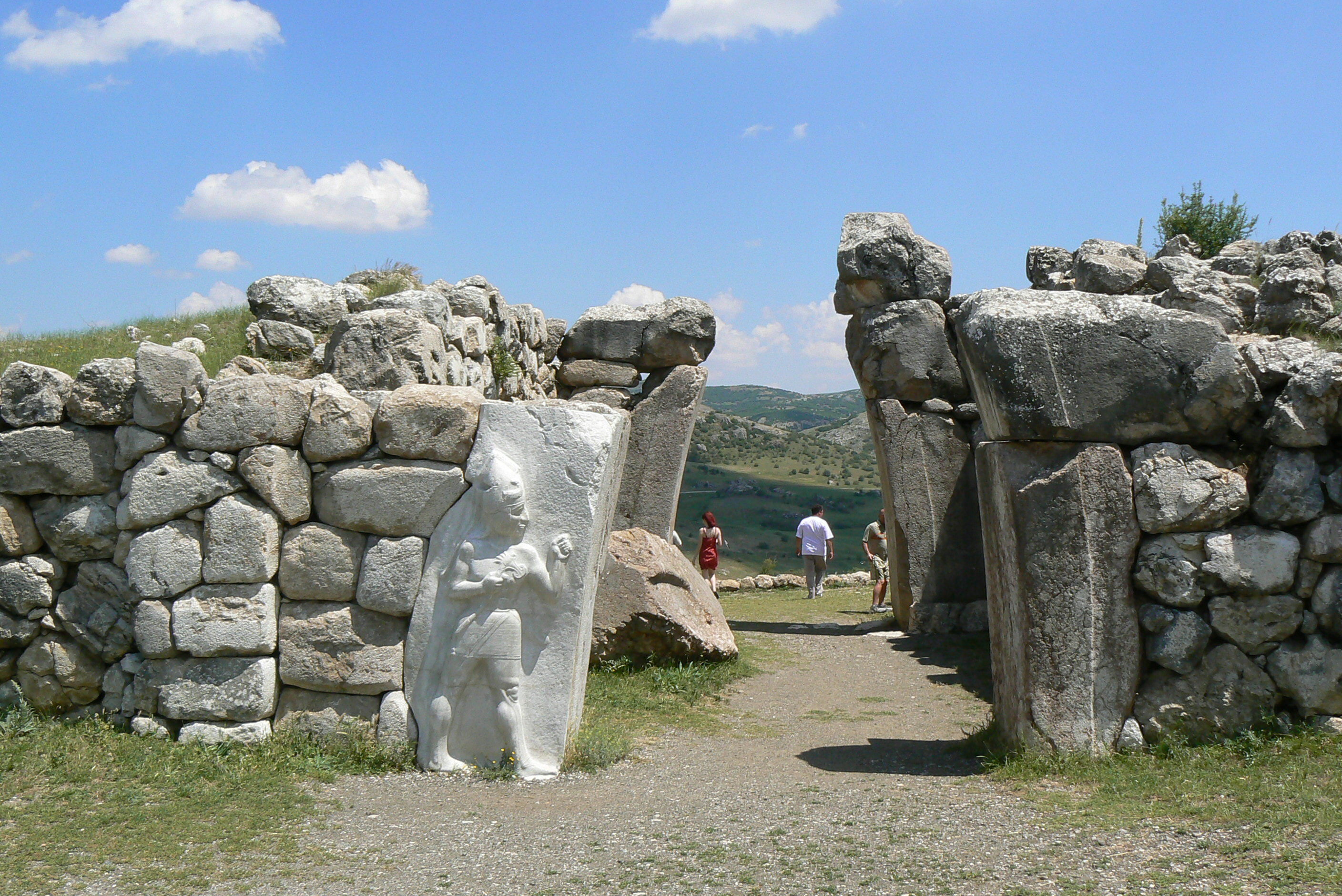
بوابة الملك, منظر من الداخل – شكل القبة واضح

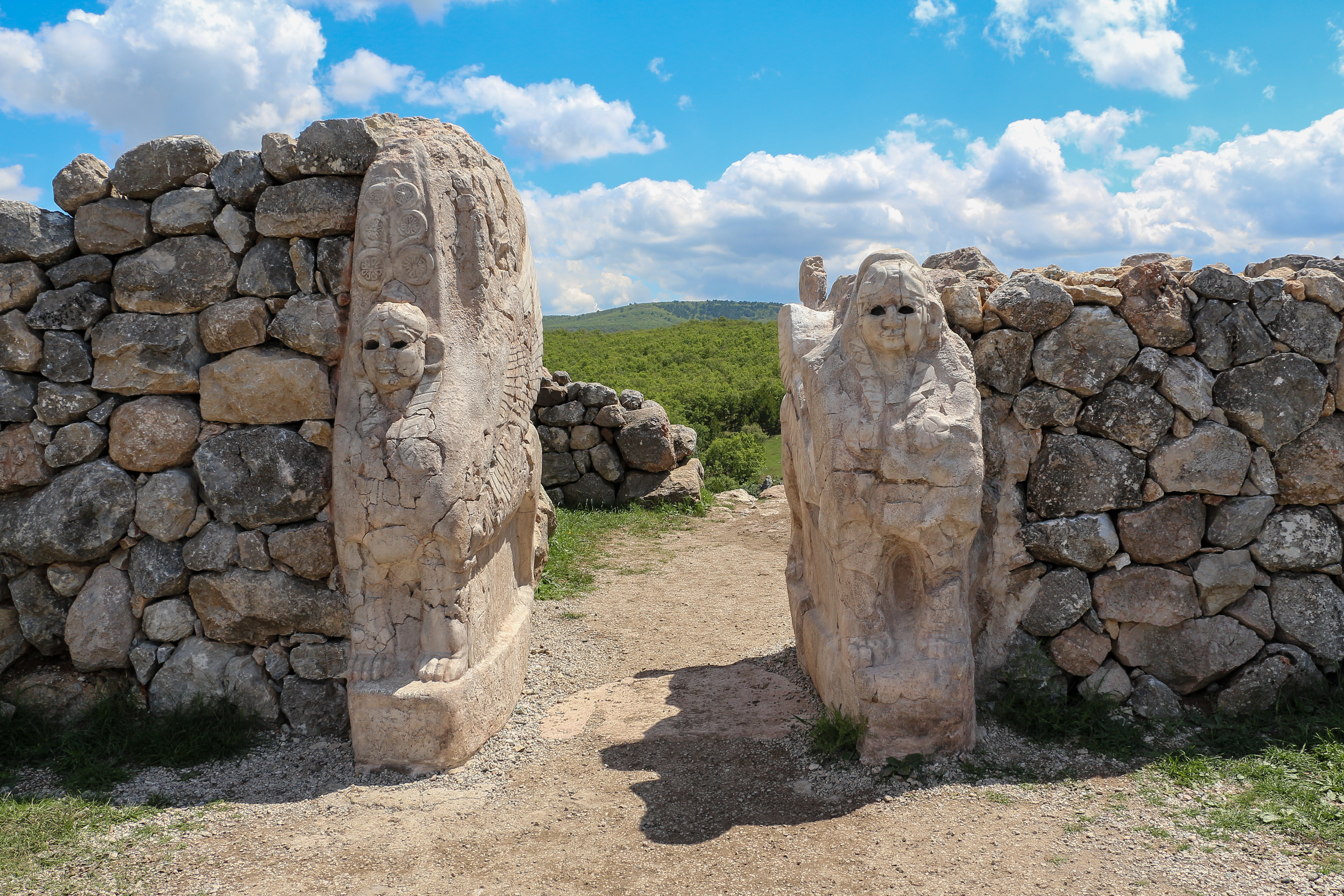
بوابة السفنكس, منظر من الداخل (من جهة المدينة)
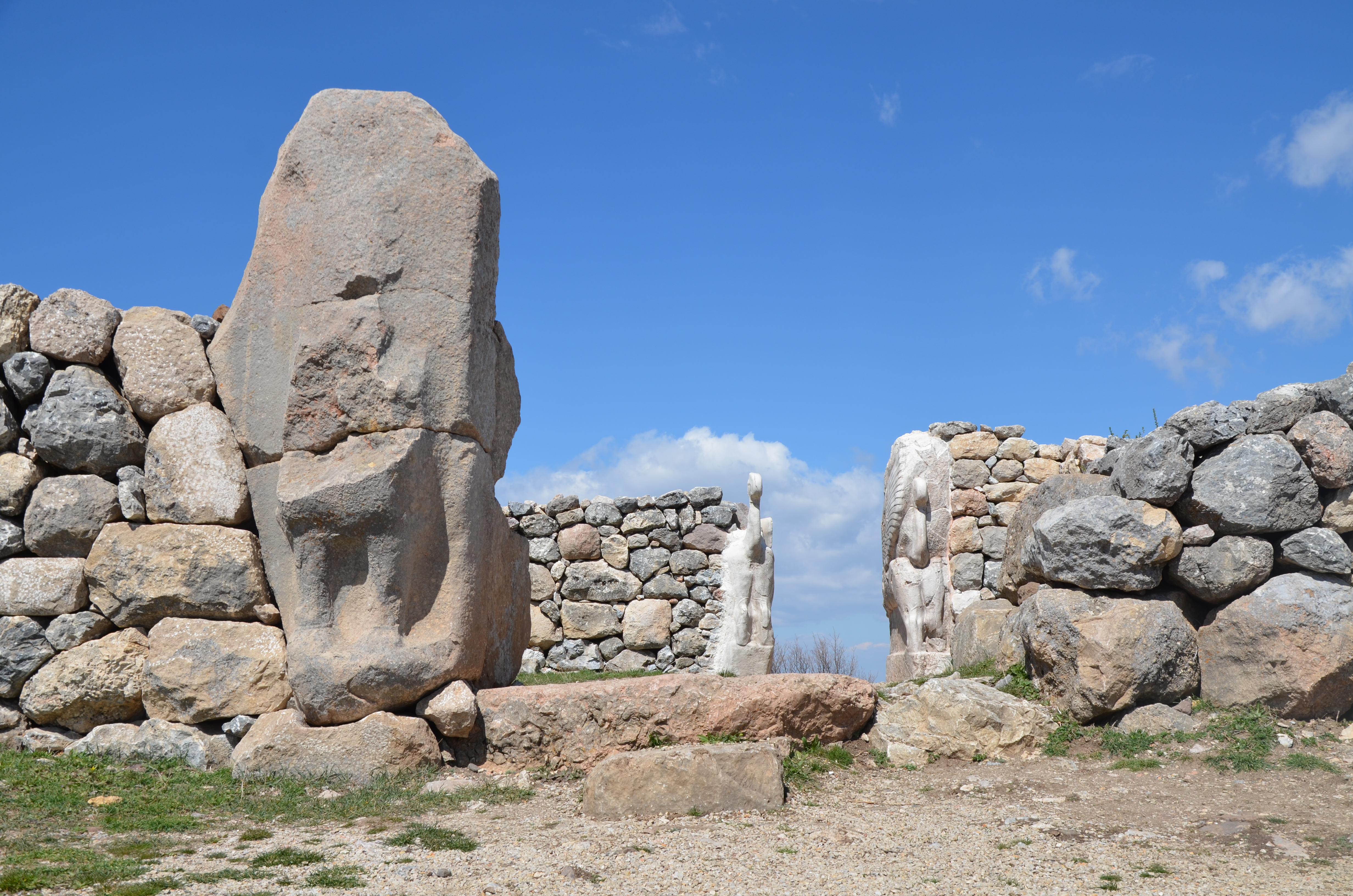
بوابة السفنكس, منظر من الخارج

### معبد

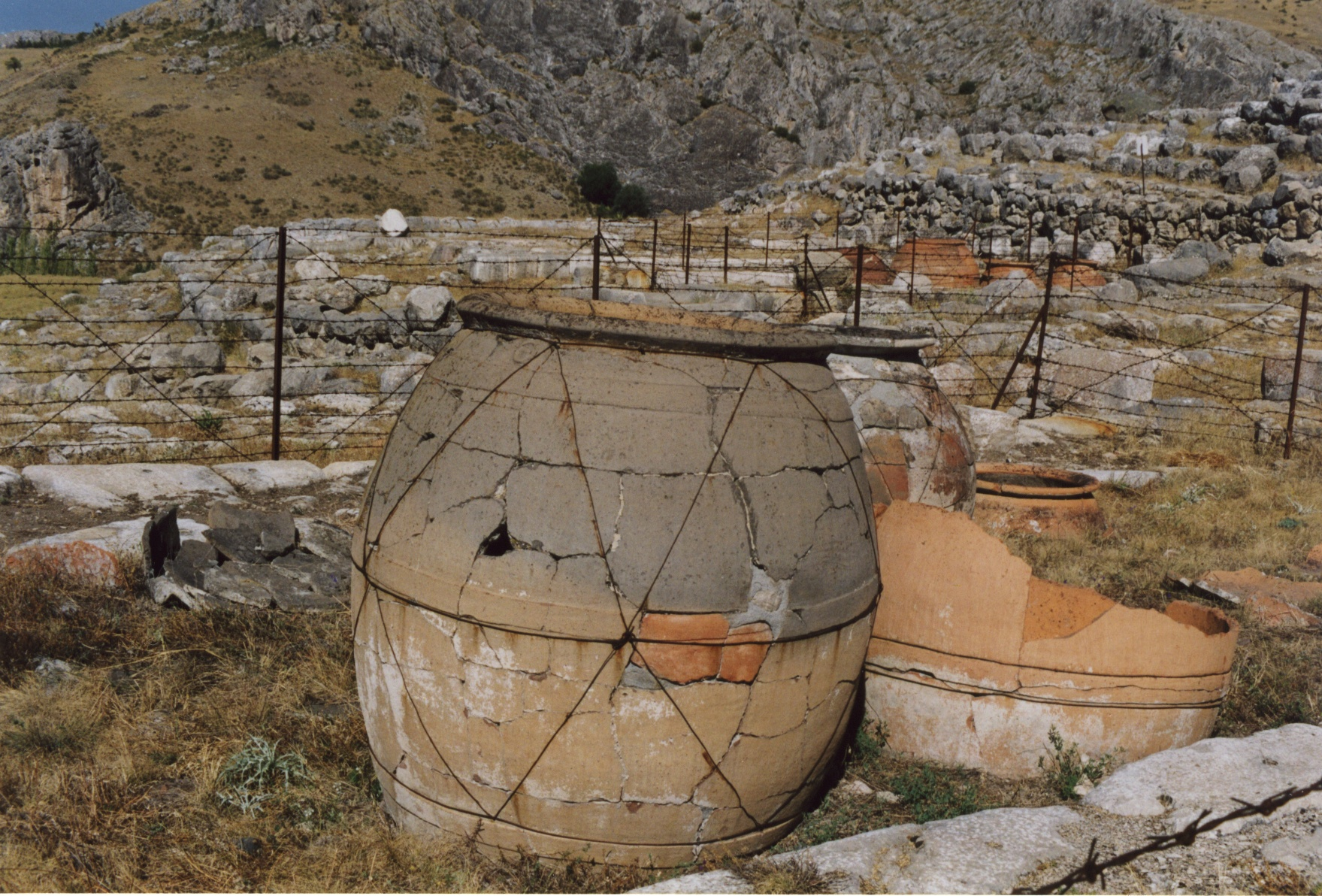
أوعية تخزين كبيرة في غرفة تخزين في المعبد الكبير

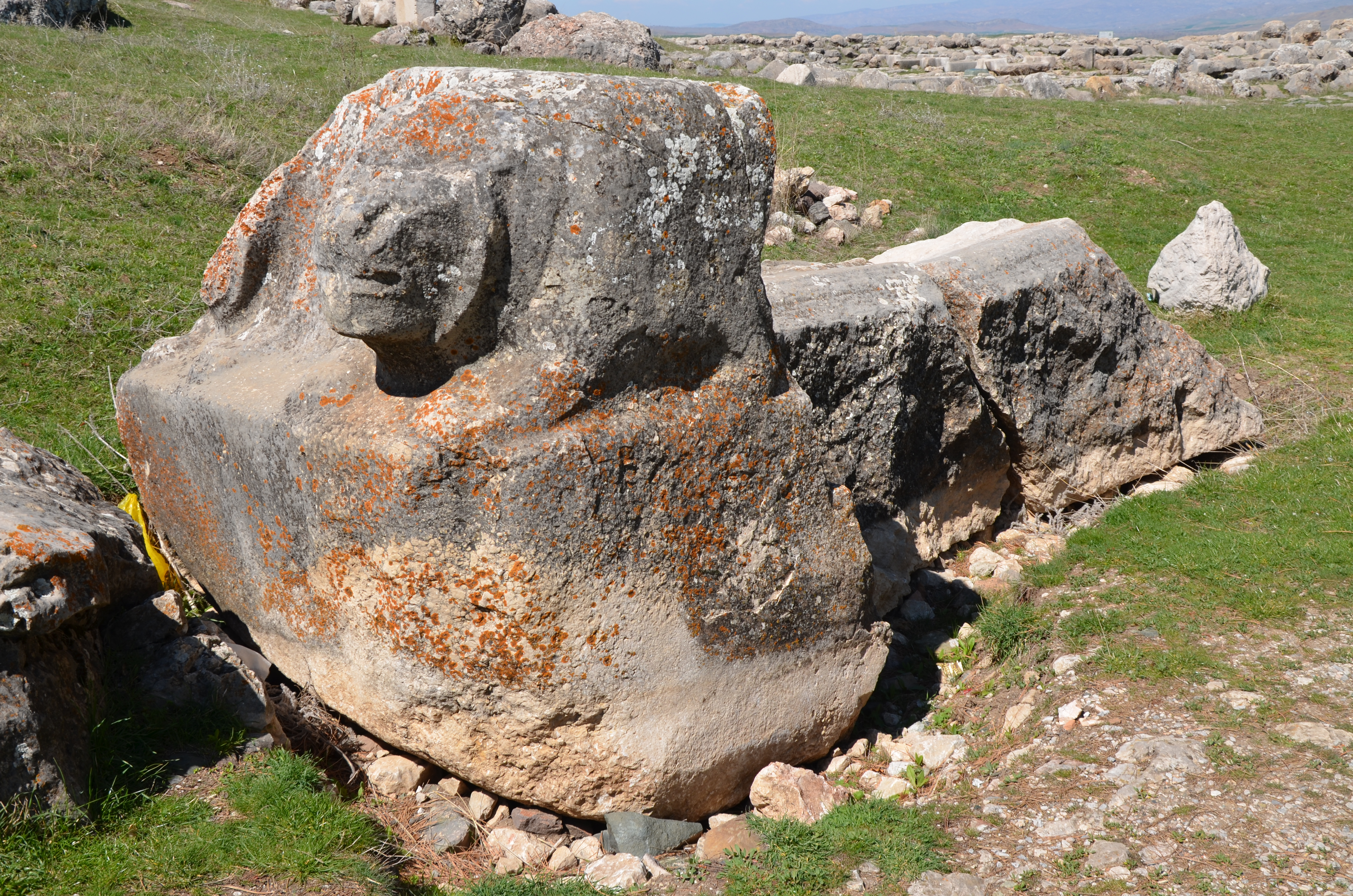
بقايا حوض الأسد في المعبد الكبير

من بين أشياء أخرى، كانت خاتوشا مدينة المعابد وكانت تعرف باسم «مدينة الألف إله». (في حرم يازيليكايا، على بعد كيلومترين فقط، تم تصوير العديد من الآلهة في نقش نافر، بالإضافة إلى بانثيون الأساطير الحثية.)
المعبد الأكبر في خاتوشا وقف في المدينة السفلى. بالفعل وكونه قد بني في القرن 14. قبل الميلاد   كان المعبد الكبير (المسمى أيضًا «المعبد 1») أهم مبنى بمجمع أبعاده 160× 135 مترًا مع مباني أخرى. بنيت الجدران الخارجية للمعبد على كتل كبيرة من الحجر الجيري. تُظهر ثقوب الحفر العديدة الموجودة في الكتل الحجرية أن العوارض الخشبية التي تم إدخالها رأسياً كانت مثبتة فيها. امتلأت المساحة بين العوارض الخشبية بالطوب الطيني. وأخيراً، كانت الجدران مغطاة قصارة طينة. في الركن الشمالي الشرقي من المعبد كانت هناك غرفتان للعبادة من غير المباح الدخول إليهما إلا للملك والملكة والكهنة. وقفت هنا تصويرات تمئالين لأثنين من الآلهة اللذان كرس لهما المعبد. كانا على الأرجح الإلهين الرئيسيين للحثيين: إله الطقس تيشوب وإلهة شمس ارينا Arinna المتطابقة مع خيبات Ḫepat.
حول المعبد الكبير كانت هناك غرف تخزين ضيقة حيث تم العثور على أوعية تخزين كبيرة. هذه الجرار، بسعة من 900 إلى 3000 لتر، يخزن بها بشكل رئيسي النبيذ والزيت والحبوب، كما يتضح من الأختام وعلامات أخرى على الأوعية. في عام 1907، وجد علماء الآثار الآلاف من الألواح المسمارية داخل المعبد، والتي تقدم معلومات عن الاحتفالات الدينية للحثيين، من بين أمور أخرى.
وصل الزوار على طريق مرصوف إلى الموقع عبر بوابة المدينة، ثم وصلوا إلى حي المعابد في المدينة السفلى الذي يحوي على حوض مستطيل الشكل مزينًا بأسود، وهو ما يسمى ببركة الأسود. وكان هناك حوضًا آخر خارج حي المعبد. وكان للأحواض وظيفة عبادية. بالإضافة إلى المدخل الرئيسي الجنوبي الشرقي لمنطقة المعابد، كانت هناك طرق أخرى من الشرق والجنوب والغرب.
تقع معظم المعابد في الحي الجنوبي من المدينة العليا. وكانت قد بنيت بالقرن 13 قبل الميلاد. حتى الآن، كُشف 28 معابدًا في حي المعابد في المدينة العليا. بعض المعابد من طابقين، وكانت سقوفها مسطحة. تتراوح مساحة الأرضية عادة بين 400 و 1500 متر مربع، وإلا فإن مخططات المعابد متشابهة في جميع المعابد: من الفناء الداخلي، يؤدي العبور عبر ممر إلى حيز مقدس للأنشطة الدينية. ومن المعروف من النصوص المسمارية الحثية أنه في هذه القاعة المقدسة كان هناك تمثال للإله الذي كرس له المعبد المعني. كانت التماثيل مصنوعة من المعدن أو مصنوعة من الخشب والمعدن. إلا أنه حتى الآن، لم يتم العثور على مثل هذه التماثيل. المعبد 5 يبرز بمساحة 60 × 60 مترا من المجموعة، وهي تقريبا مساحة كبيرة مثل المعبد الكبير في المدينة السفلى. تم تصميم المعبد 5 كمعبد مزدوج لأنه كان يعبد فيه إلهين.

### يركابي Yerkapi

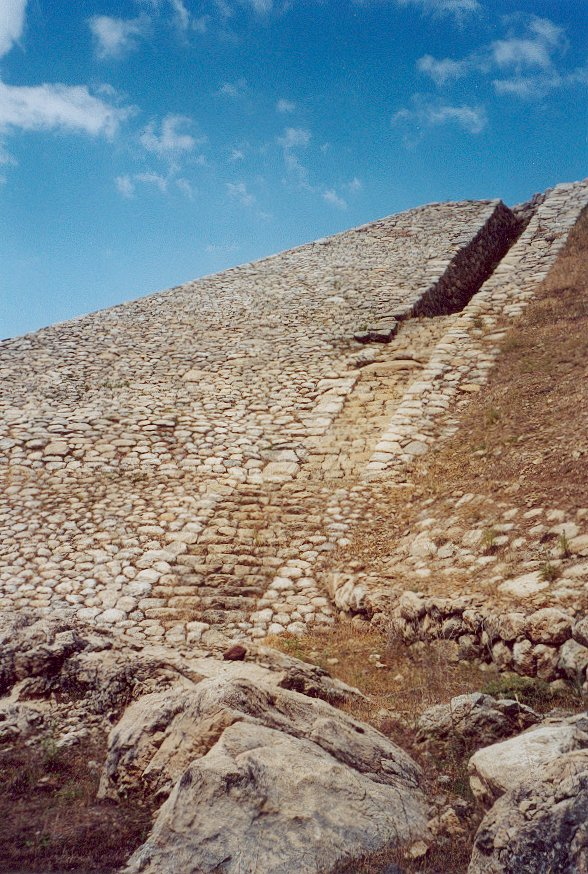
ساتر يركابي Yerkapı ، وهنا الارتفاع الجانبي على الجانب الشرقي

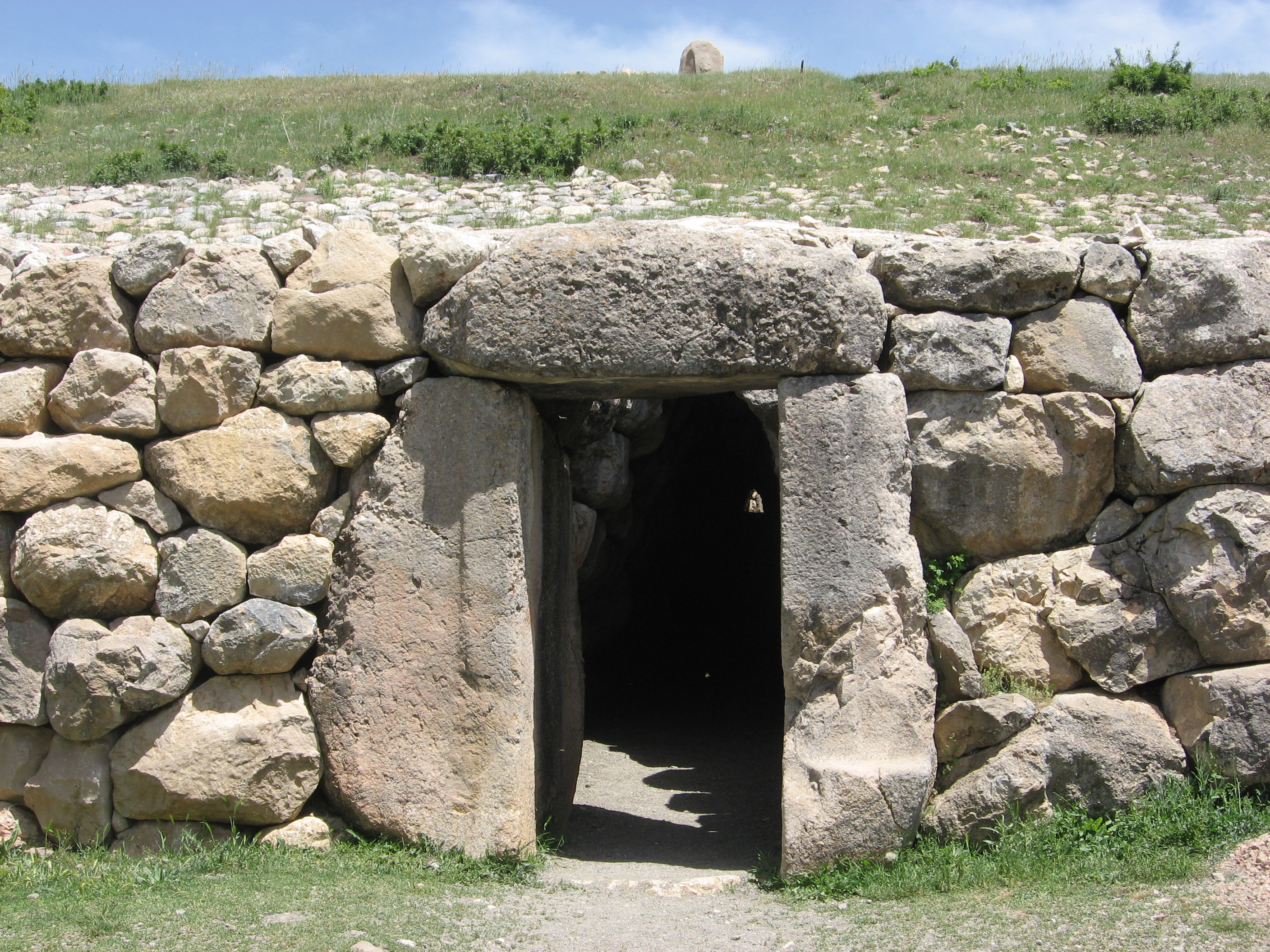
المدخل الخارجي إلى نفق يركابي

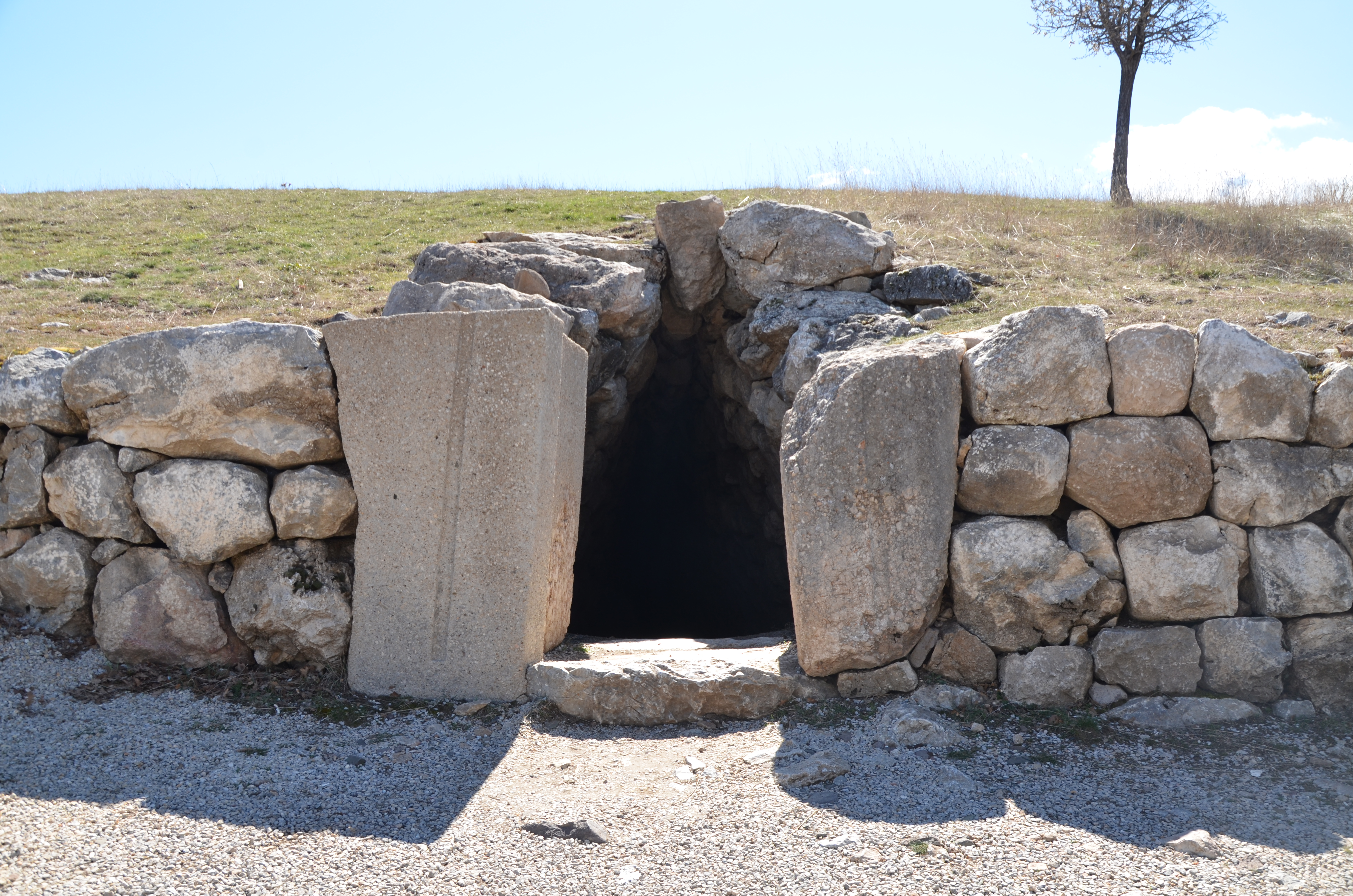
مدخل لنفق يركابي على جانب المدينة

يركابي عبارة عن منحدر اصطناعي مغطى بالحجر الجيري الفاتح على الحافة الجنوبية للبلدة العليا - يبلغ ارتفاعه 15 مترًا وطوله 250 مترًا وعرضه 80 مترًا عند القاعدة. اكتمل بناؤه في بداية القرن الرابع عشر قبل الميلاد.الاسم التركي يركابي Yerkapı يعني حرفيا «بوابة في الأرض». يشير الاسم إلى نفق المشاة الذي يبلغ طوله 70 مترًا، والذي يمتد من المدينة العليا عبر ساتر يركابي إلى الخارج، بانحدار واضح للأسفل. تم بناء النفق من قطع كبيرة من الصخور وبني فوقه الساتر الحجري. هو في حالة ممتازة. حتى الآن، كُشف أكثر من 12 نفق في تحصينات المدينة، ولكنها لم تحفظ بشكل جيد. تنتصب بوابة السفنكس في المنتصف فوق ساتر يركابي.
لم يكن لساتر يركابي أي وظيفة عسكرية، لأنه سهل التسلق، واضيف له سلالم جانبية تسهل الصعود. النفق يؤدي مباشرة إلى المدينة العليا مارًا حتى تحت سور المدينة. يشير شاخنر Andreas Schachner إلى أن سور المدينة الضخم كان مرتفعًا جدًا بسبب الردميات التي يبلغ طولها 250 مترًا في هذه المنطقة، حتى أن السور كان مرئيًا من الشمال، عبر المدينة، على بُعد 20 كم تقريبًا. في كل نقطة تقريبًا من المدينة يمكن فقط رؤية بويوكاله Büyükkale والقلعة الملكية وسور المدينة المرتفع عند منطقة يركابي، حيث يحجب يركابي منظر المناطق الخلفية الجنوبية، وبالتالي يشكل أفق المدينة الجنوبي. يقدم التصميم غير العادي مشهدًا مهيبًا بالنظر من الجنوب، ينقل انطباعًا بالإرادة الإبداعية والجبروت. يقيم شاخنر أيضًا تفسير نفي Peter Neve بأنه «وارد» بأن ساتر يركابي «إذا جاز التعبير هو منصة» للمواكب الدينية أو الشعائر

### بويوكاله Büyükkale
أكتشفت بقايا القلعة الملكية على النتوء الصخري بويوكاله (بالتركية: «قلعة كبيرة») في شرق المدينة القديمة. يرجع تاريخ بعض آثار المبنى الواقع على بويوكاله إلى أوائل العصر البرونزي، لكن الخرائب الظاهرة الباقية تعود إلى القرن الثالث عشر قبل الميلاد. في ذلك الوقت كانت أعمال البناء واسعة النطاق في خاتوشا. كان المجمع بأكمله محاطًا بساتر تحصين. أدى جسر كبير إلى البوابة الرئيسية للمنشأة في الجنوب. كان يحرس هذا المدخل أسدين من الحجر. يتألف مجمع القلعة من العديد من الباحات الداخلية المترابطة والأرشيفات ومباني سكنية ومباني دينية وقاعة تشريفات. شغل المبنى مساحة 250 × 140 متر. كانت «المكتبة» مع الألواح الطينية في أوج ازدهارها مكونة من طابقين وفيها أربع غرف. فيها كُشف عن 3000 لوح مسماري. اليوم، يمكن رؤية جدران منخفضة فقط في الموقع، إذ تمت إعادة تغطية العديد من المباني بالأتربة بعد فحصها أثريًا لحمايتها من التلف.

### أشياء أخرى لافتة للنظر

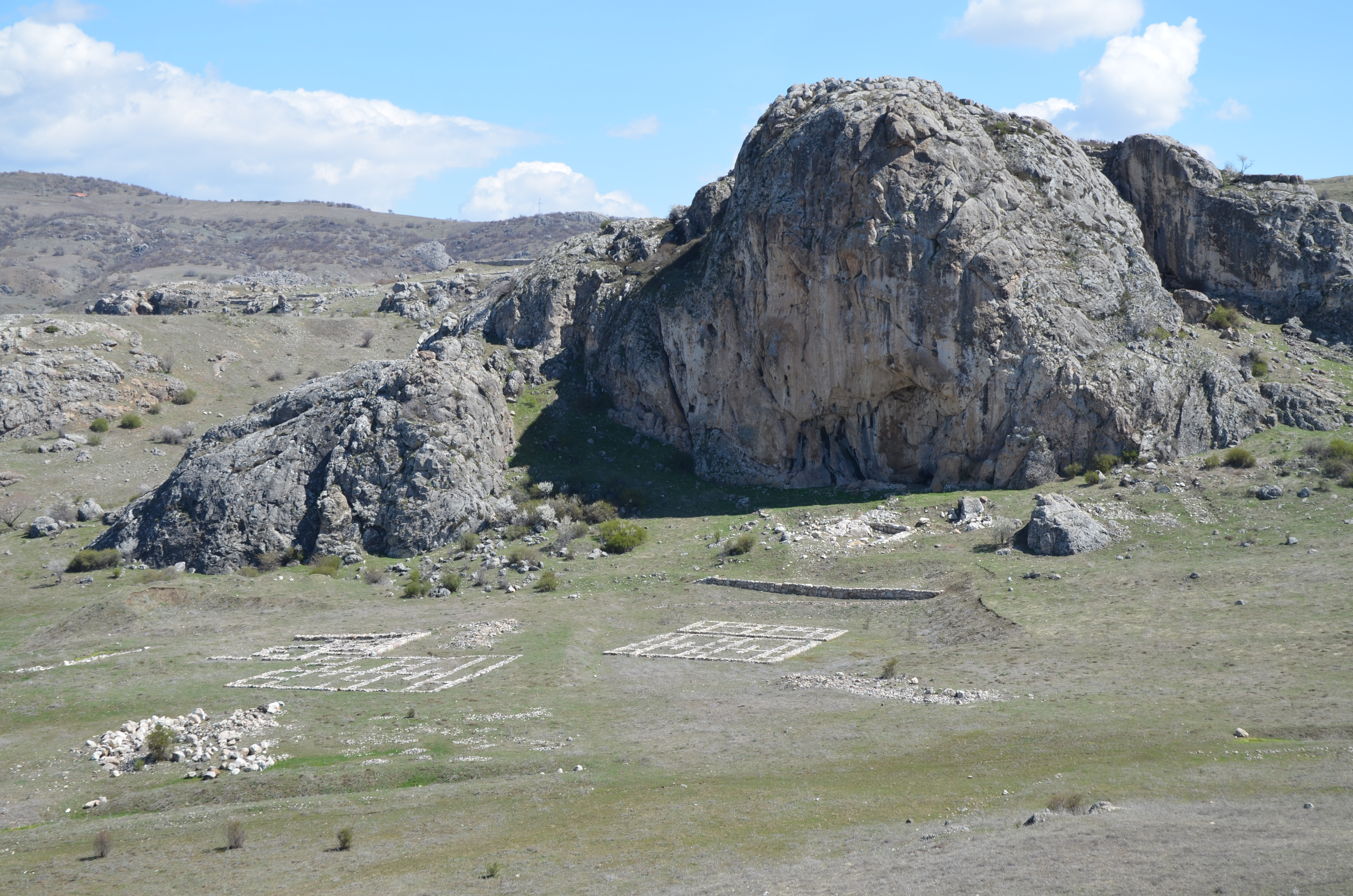
صخرة ساريكاله Sarıkale في المدينة العليا (منظر من الغرب)

من المعبد الكبير تتصاعد الأرض باتجاه القلعة الملكية السابقة. في هذا النطاق، بُنيت العديد من المباني على مدرجات صطناعية. أفضل ما بقي محقوظًا من هذه المباني هو ما يسمى البيت على الجرف. كان طوله 36 مترا وعرضه 32 مترا وارتفاعه طابقان. ربما كان هذا المنزل الكبير الاستثنائي مبنى إداري. كان الطابق السفلي بمثابة مستودع وأرشيف. هنا كشفت الحفريات في الأعوام 1911 و 1960-1963 م مخزونات كبيرة من ألواح طينية.
جنوب بويوكاله تقع القلعة الجنوبية، وهي عبارة عن مرتفع به آثار تحصين من طراز فريجي.اسفرت الحفريات على جاتبها الجنوبي الشرقي عن غرفة بها نقش بارز لإله الشمس وآخر لملك الملوك شوبيلوليوما الثاني Šuppiluliuma II . يحتوي أيضًا على الجرد السنوي لملك الملوك المكتوب بالهيروغليفية الوفية، يطلق علي هذه الغرفة الحُجرة الهيروغليفية، وعلى بعد حوالي 200 متر إلى الغرب تقع تلة نيشانتبه Nişantepe فيها النقش المسمى نيشانطاش Nişantaş وهو لنفس الحاكم.
بالإضافة إلى بويوكاله مع القلعة الملكية، تم تضمين صخور طبيعية أخرى في البناء، على سبيل المثال كيسيكايا Kesikkaya ، «الصخور المشقوقة» في المدينة السفلى - صخرة ذات شطرين وشق عميق في المنتصف. على الجرف الصخري ساريكاله Sarıkale المرتفع 60 مترا (بالتركية «القلعة الصفراء») في المدينة العليا كان هناك قلعة، وربما بنيت في القرن 14 و 13. قبل الميلاد.
كشفت الحفريات الحديثة عن مناطق في المدينة كانت تستخدم في أنشطة دنيوية مختلفة. إلا أنه لم تُكشف سوى مناطق صغيرة من الحي السكني وأحياء الورش.
زُرع من الحبوب قمح الحجل، الايمر، القمح والشعير، وكذلك البازلاء والعدس والجلبان، والبيقية والكتان . في صومعة محترقة من العصر الحثي القديم، بقيت بقايا متفحمة لكميات هائلة من الحبوب، خاصة من الشعير، بالإضافة إلى قمح الحجل. كانت حبوب الشعير صغيرة نسبيا، وتم تنظيف الحبوب بشكل سيء. يفترض المنقبون أن هذا المخزون كان من الضرائب الإجبارية التي لم تقدم فيها أفضل الحبوب .
كثيرًا نسبيًا ما كشفت الحفريات عن عظام الأيائل الحمراء في القلعة. ربما كان الصيد من متع النبلاء في أوقات الفراغ. في العظام المكتشفة في المدينة السفلى، تشكل عظام الأيائل الحمراء فقط النصف.

### الحياة النباتية
الغطاء النباتي الطبيعي المُتاح عبارة عن غابة مقاومة لبرد الشتاء متفرقة مختلطة من الأشجار عريضة وأبرية الأوراق (يسود فيها السنديان الوبري)، والتي ربما كانت موجودة جزئياً في العصر الحثي، إذ هناك استخدام للكثير من الخشب في العمارة. النباتات اليوم يطغى عليها نباتات المراعي. ولا تزال لليوم بقايا أشجار الزعرور ومان والسنديان موجودة في المنطقة، وتوجد أشجار البلوط والعرعر والصنوبر في بعض الوديان النائية. وكما يظهر الفحم من الطبقات الفريجية فإنه نمت في هذا الوقت في المحيط أشجار البلوط وأشجار الفاكهة وأشجار الخشب القاسي، مثل الحور، والقيقب والدردار. ويظهر الخشب اللين بشكل متكرر.
على الجانب الجنوبي من المدينة، والتي يمكن رؤيتها بشكل جيد من بوابة السفنكس، تم تسوير المنطقة الحرجية في الثمانينيات بناءً على طلب من مديرالحفريات نيف Peter Neve، لحمايته من رعي قطعان الماعز، وبذلك منح الزائر انطباعًا بالمظهر السابق للمناظر الطبيعية المحيطة،

## تاريخ البحث

### بداية الاستكشاف

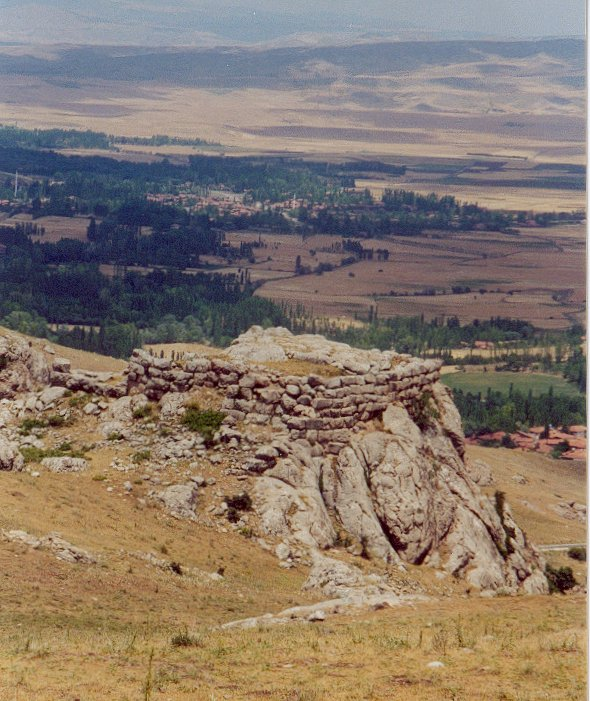
بقايا برج على صخرة ينيجيكاله Yenicekale في غرب المدينة العليا

في عام 1834 م، قام المستكشف الفرنسي تيكسير Charles Texier بزيارة المرتفعات الأناضول الوسطى واكتشف أنقاض العاصمة القديمة. ومع ذلك، لم يتمكن من تحديد الآثار بشكل صحيح واعتبرها من بقايا مدينة بتيريا Pteria الميدية. بالإضافة إلى الآثار الواضحة لمنطقة المدينة، قامت تيكسير أيضًا بتوثيق ورسم الحرم الصخري القريب يازيليكايا Yazılıkaya ، والذي أصبح مشهورًا عالميًا من خلال تصويره للآلهة (ما يسمى بمواكب الآلهة).
بعد تيكسير قام مستكشفون آخرون بزيارة منطقة المدينة في العقود التالية، بما في ذلك عام 1836م الإنجليزي هاميلتون وعام 1858م بارت. في عام 1882 م، وضع هومن Carl Humann خريطة طوبوغرافية وصنع طبعات جصية لنقوش بارزة عديدة في يازيليكايا.

### الحفريات الأثرية
حدثت الحفريات الأولى في عام 1893/49 م، عندما أنشأ الفرنسي شانتر Ernest Chantre خنادق سبر في المعبد الكبير، وفي بويوكاله وفي يازيليكايا. ونشر شانتر أول الألواح المسمارية من خاتوشا.
بدأ الاستكشاف الأثري المنهجي في عام 1906م. قام كل من فينكلر، وهو برليني مختص بعلم الآشوريات وباحث في الكتابات المسمارية، وعالم الآثار التركي ثيودور ماكريدي Theodor Makridi بحملة تنقيب أولى بتكليف من المتحف العثماني في إسطنبول للتحقق مما إذا كانت الأنقاض هي عاصمة الحيثيين خاتوشا. لقد تمكنوا من تأمين 2500 كسرة من ألواح مسمارية وإثبات أنهم عثروا على خاتوشا. في عام 1907م واصل فينكلر وماكريديالحفريات. هذا العام، وللمرة الأولى ، شارك المعهد الألماني للآثار (DAI) وجمعية المشرق الألمانية Deutsche Orient-Gesellschaft : بالإضافة إلى فينكلر وماكريدي ، عملت مجموعة يقودها بوخشتاين Otto Puchstein في خاتوشا. تم توثيق الآثار بشكل كامل مع العديد من الخرائط والصور الفوتوغرافية وخريطة طبوغرافية أكثر تفصيلا. في 1911/12 م نفذ فينكللر وماكريدي المزيد من الحفريات. حتى عام 1912م ، تم إجراء التنقيبات في المدينة السفلى (المعبد الكبير)، والقلعة الملكية وفي البلدة العليا (بوابة الأسود، بوابة الملك، بوابة السفنكس).

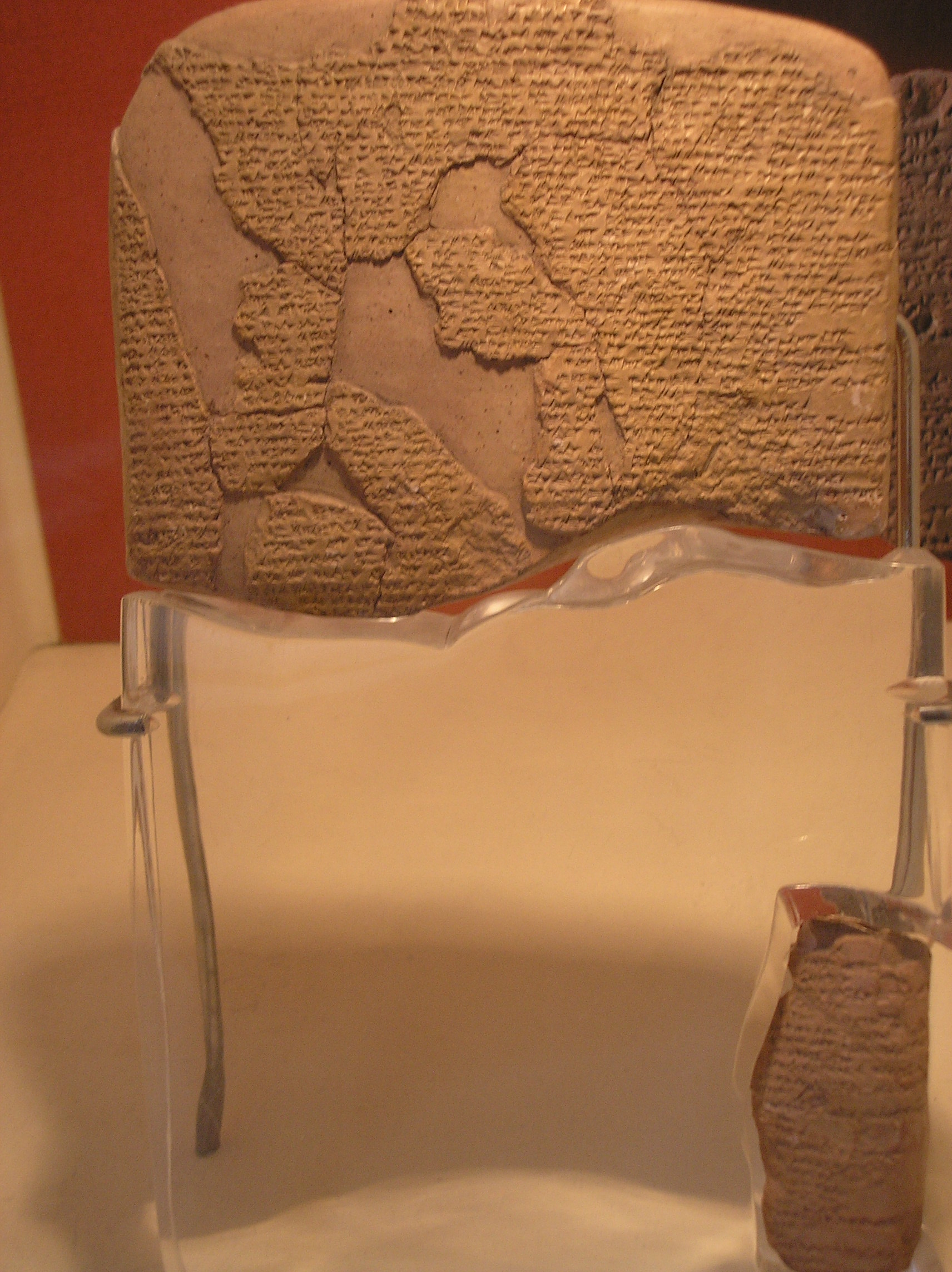
نسخة من لوح معاهدة السلام بين الحثيين والمصريين من خاتوشا ، عُرضت في متحف إسطنبول للآثار. عقدت المعاهدة حوالي عام 1259 قبل الميلاد بين خاتوشيلي الثالث. ورمسيس الثاني. بعد خاتوشيلي الثالث. توالى أربعة ملوك كبار، ثم أنهارت الإمبراطورية الحثية.

حتى ذلك الحين حفظت نحو عشرة آلاف كسرة من ألواح مسمارية التي كانت مكتوبة بالأكدية. بعد فترة قصيرة من الحفر ، كان بيد فينكلر معاهدة السلام بين مصر وخاتي، التي عقدت بين خاتوشيلي الثالث ورمسيس الثاني - أقدم معاهدة سلام مكتوبة باقية في تاريخ العالم. نسخة من اللوح الطيني معلقة في مبنى الأمم المتحدة في نيويورك. على الألواح لم تدون الوثائق الرسمية وحسب، مثل العقود والأحكام والمراسلات الدولية ، ولكن أيضًا عرافات، وتعليمات الشعائر الدينية ، وأوصاف العادات والتقاليد ، وكذلك الأخبار التاريخية.
بعد الحرب العالمية الأولى ، توقفت الحفريات لأكثر من عقد ولم تستأنف إلا في عام 1931م تحت إشراف بيتيل Kurt Bittel. بسبب الحرب العالمية الثانية ، توقف العمل مرة أخرى منذ عام 1939م. في عام 1952م ، استطاع بيتيل مواصلة استكشاف المدينة. كان محور عمله مواصلة التنقيب في القلعة الملكية ، وتحقيقات واسعة النطاق في المدينة السفلى والحفريات في منطقة المحيطة بخاتوشا (يازيليكاياو ياريكايا Yarıkkaya). حتى عام 1975م ، كان نشاط الحفريات مدعومًا بشكل مشترك من قبل معهد الآثار الألماني وجمعية المشرق الألماني. خلف بيتيل عام 1978م نيف Peter Neve، تحت إدارته تم إجراء حفريات واسعة النطاق في منطقة وسط وشرق المدينة العليا. في عام 1994م أصبح سيهر Jürgen Seeher رئيسا للحفريات. في عام 2006، تولى شاحنر Andreas Schachner إدارة الحفريات.
منذ عام 1952م، يقوم معهد الأثار الألماني بالحفر بشكل مستمر في المدينة ، ويقدم مستجدات كل عام. لا تزال مناطق بأكملها غير مستكشفة ؛  والمقابر الملكية لا تزال تنتظر الاكتشاف.
حصل مشروع البحث طويل الأجل خاتوشا على جائزة شتغاهاي للآثار Shanghai Archaeology Award في فئة «البحث» في عام 2019.
نظرة عامة على المشاريع الأثرية منذ عام 1993
- 1993-1998م: استكشاف تاريخ مستوطنة النتوء الصخري بويوكاله في الشمال الشرقي من المنطقة المدينة (وينبغي عدم الخلط بينه وبين القلعة بويوكاله الملكية) [28]
- 1996-1999م: مسح أثري منهجي للمواقع على مقربة من خاتوشا، واكتشاف 45 موقعًا من العصر الحجري النحاسي والعصر البرونزي المبكر (بالتعاون مع الجمعية الشرقية الألمانية ، برئاسة شيخون Rainer Czichon) [29]
- 1999-2000م: فحص صومعة حبوب حيثية من القرن 16 قبل الميلاد في المدينة السفلى [30]
- 2000-2001 م: فحص خمسة أحواض برك اصطناعية في البلدة العليا [31]
- 2002-2009 م: حفريات في البلدة العليا الغربية (في وادي قبل صخرة ساريكاله Sarıkale) [32]
- 2003-2005 م: إعادة بناء جزء من سور المدينة الحثية (انظر أدناه)
- 2007-2008 م: فحص مستوطنة ما قبل العصر البرونزي، شامليبيل تارلاسي Çamlıbel Tarlası، على بعد حوالي كيلومترين غرب خاتوشا[33]
- 2007-2009 م: رسم خرائط آثر الأشغال على اثنين من المخاريط الصخرية الكبيرة في المدينة السفلى لفهم كيفية تنفيذ أشغال العمارة حينها، إذ من المحتمل أن تكون الأشغال مرتبطة بها (مسح بالتعاون مع ديتمان Reinhard Dittmann، جامعة مونستر) [34][35]
- منذ عام 2009 م: حفريات في جنوب المدينة السفلى [36]

### إعادة إعمار جزئي لتحصين المدينة

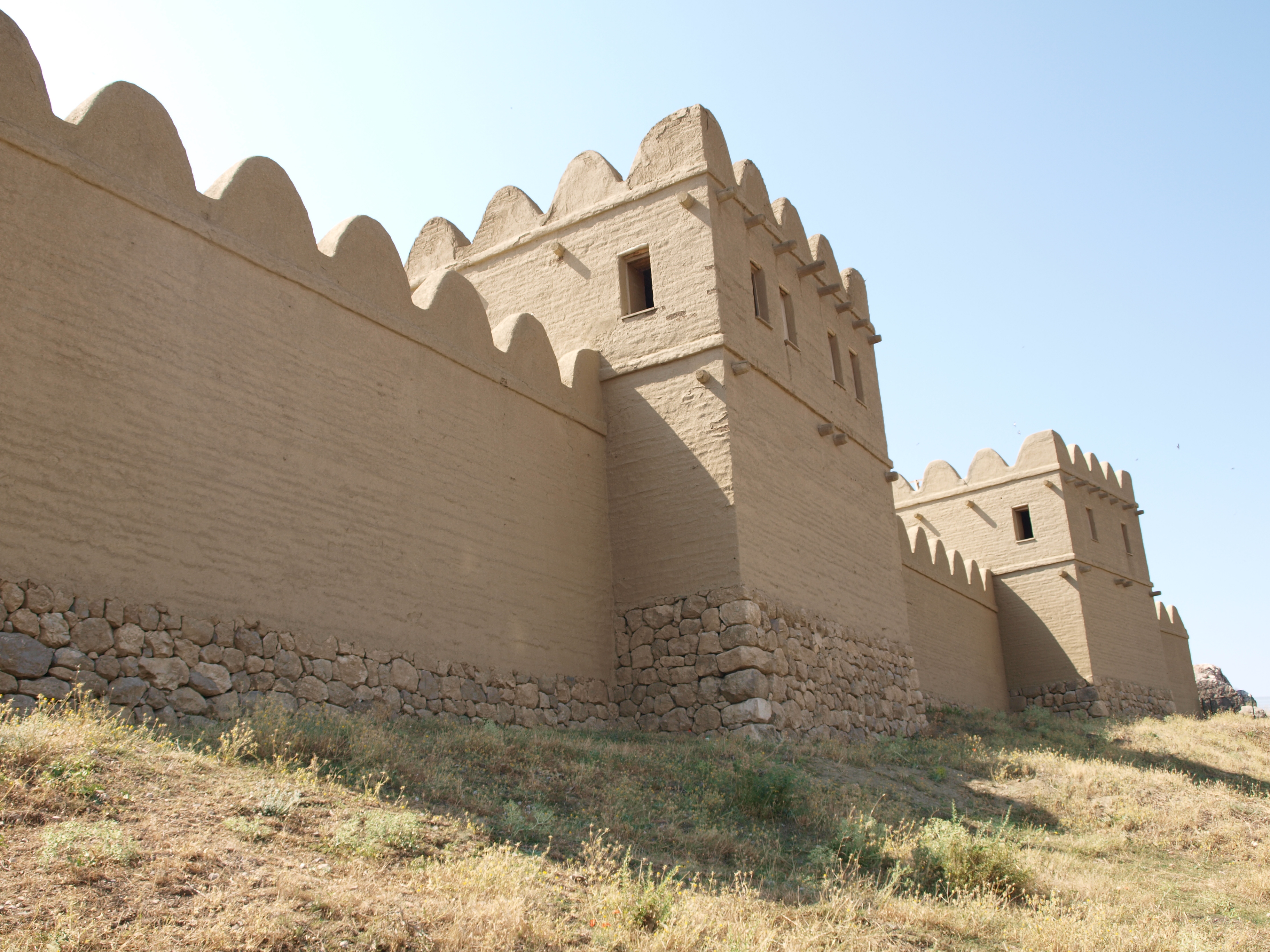
قسم أعيد بناؤه من جدار التحصين

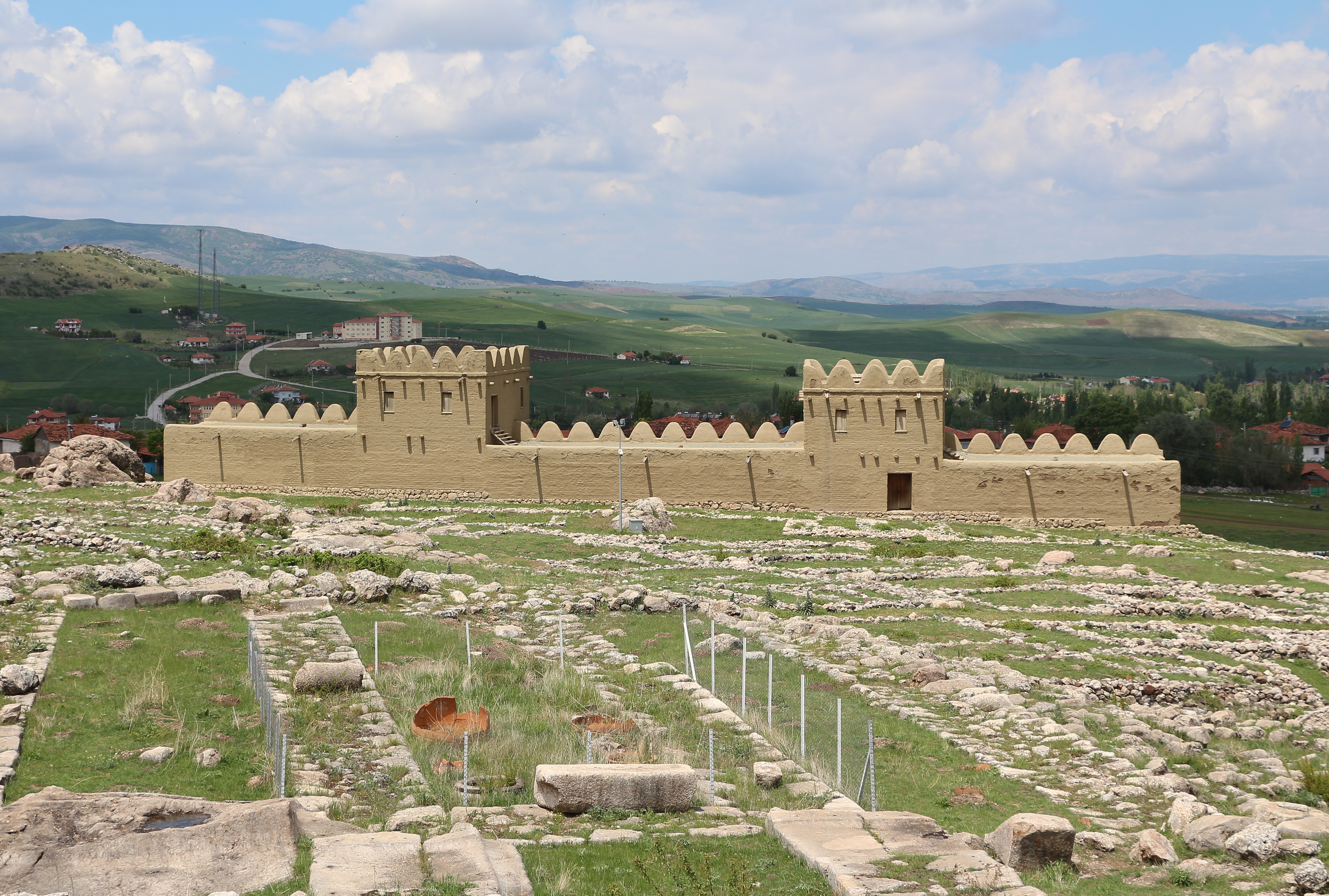
قسم الجدار ، كما يشاهد من منطقة المعبد الكبير

بين عامي 2003 و 2005   أعيد بناء 65 متر في المدينة السفلى من قبل معهد الآثار الألماني، وذلك من أكثر من 9   كيلومترات من جدران التحصين التي بقي بعض بقاياها ، ثلاثة أجزاء جدار بأرتفاع 7 إلى 8  متر وبرجين بأرتفاع 12 إلى 13 متر. دعمت المجموعة اليابانية JT International المشروع كراعٍ.
عمل الآثاريون وفق منهجية علم الآثار التجريبي أي بالمواد التاريخية والإجراءات التاريخية. صنعوا 64000 لبنة، باستخدام 2700 طن من التربة الطينية، و 100 طن من القش وحوالي 1500 طن من الماء. بالإضافة إلى ذلك ، كانت هناك حاجة إلى حوالي 1750 طنًا من الحطام للردم وبناء المنحدرات ، وكذلك جذوع الأخشاب لبناء الأبراج. كانت مقاييس اللبنة المعتادة المربعة (حوالي 45 × 45 × 10 سم ، حوالي 34 كيلوجرام) معروفة لأن بعض الطوب قد بقي كما هو. كمعيار للتصميم أُستخدمت نماذج من الطين لسور المدينة كانت تُلصق من قبل الحثيين كزينة على حافة جرار التعبد الكبيرة.
لمدة 11 شهرًا ، عمل في المشروع في المتوسط 27 عاملاً . بلغ عبء العمل 6772 يوم عمل بالرغم من استخدام الجرافات والجرارات والشاحنات لجلب المواد للحفاظ على التكاليف ضمن المعقول. ما كان الجهد المقابل في وقت الحثيين ، الذين عملوا دون مساعدة من الآلات ، لا يمكن إلا التكهن به. كشفت التقديرات أن الحثيين اضطروا إلى تشغيل حوالي ألف عامل إذا أرادوا بناء كيلومتر واحد من سور المدينة في السنة. يفترض الآثاري يورغن سيهر، المسؤول عن المشروع ، أن الأسرى على وجه الخصوص قاموا ببناء أسوار المدينة القديمة. إذ يرد في العديد من النصوص المسمارية أن ملوك الحثيين جلبوا الآلاف من الناس أسرى في حملاتهم.
عند النظر في حال العمالة في التاريخي، نعلم أنه كان هناك فترات راحة أطول خلال أشهر الشتاء. لا يمكن إنتاج طوب لبن في وسط الأناضول إلا في الصيف ، عندما يكون الطقس دافئًا بدرجة كافية ولا تمطر ، من منتصف حزيران/ يونيو إلى منتصف أيلول/ سبتمبر. جزء من المشروع التجريبي هو المراقبة المستمرة للهيكل من حيث كيفية تأثير الطقس على الهيكل وعدد المرات التي تحتاج فيها القصارة إلى الإصلاح ، التي تحمي الطوب الطيني ولكنها تنحل بالمطر مع الوقت.

### طلب إعادة سفنكس خاتوشا

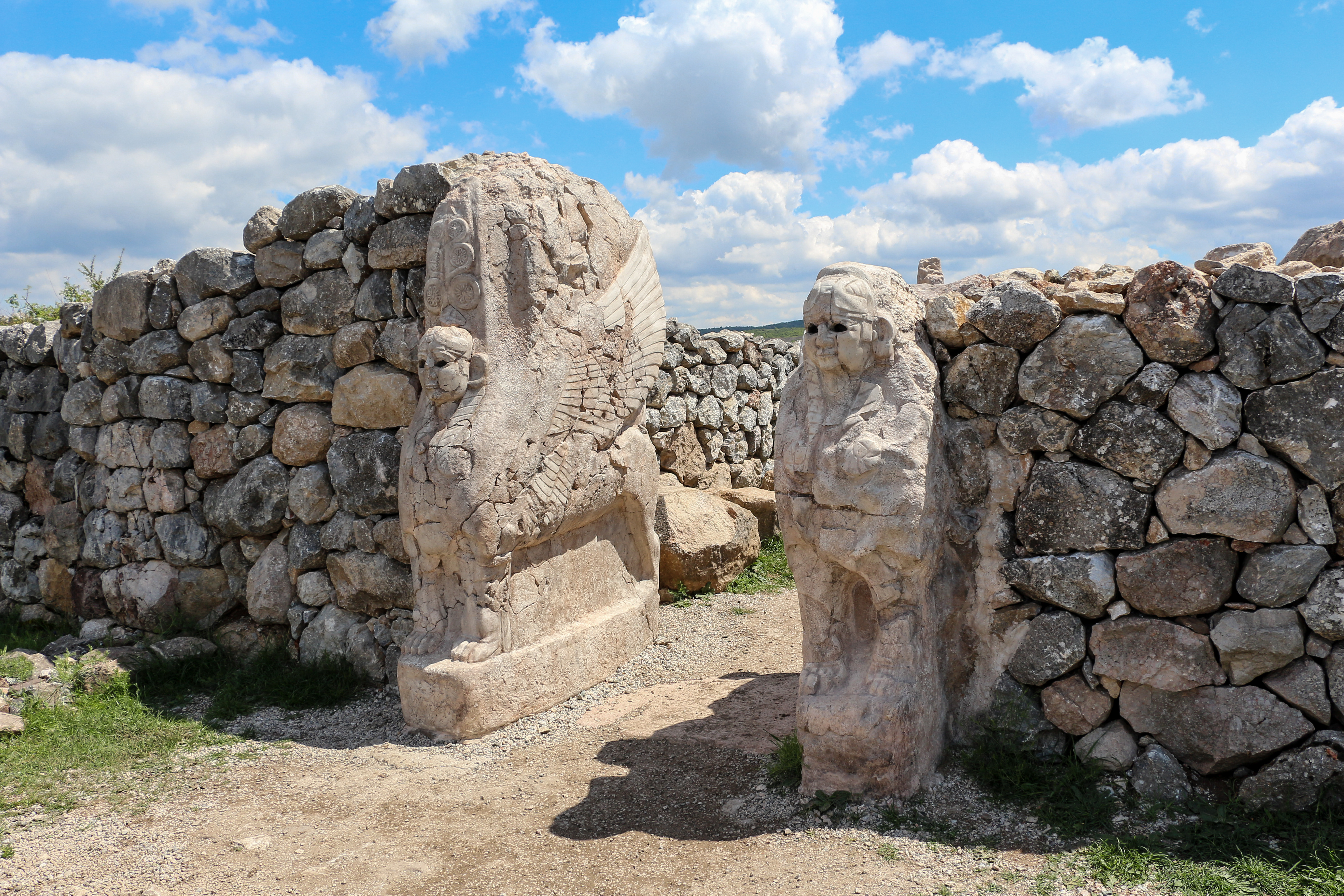
بوابة السفنكس في خاتوشا. أُعيد السفنكس على اليمين في الصورة إلى تركيا في عام 1924م ، والسفنكس الآخر في عام 2011 م. ومع ذلك ، هنا فقط النسخ للمشاهدة ، النسخ الأصلية موجودة في متحف بوغازكاله القريب.

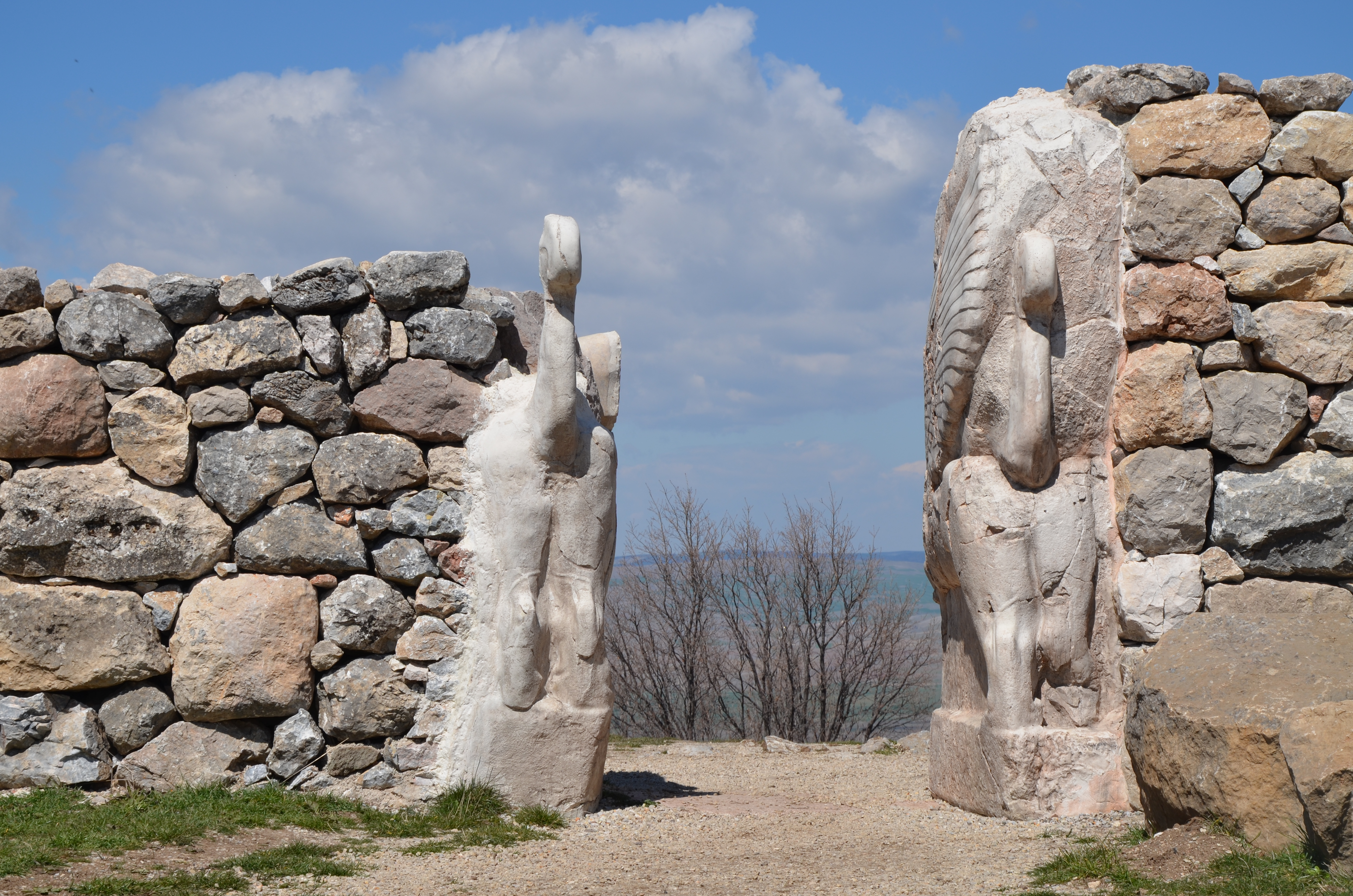
الجهة الخلفية من بوابة السفنكس

في عام 2011، طالبت الحكومة التركية بإعادة تمثال ما يسمى «سفنكس خاتوشا» من متحف فن الشرق الأدنى في برلين. وهو واحد من تمائيل السفنكس التي اكتشفها بوخشتاين Otto Puchstein في عام 1907م عندما اكتشف بوابة السفنكس، وهي البوابة المركزية في جنوب المدينة. كانت هذه التماثيل المصنوعة من الحجر الجيري متصدعة بفعل النار ، وتم جلب الكُسر إلى برلين لترميمها خلال الحرب العالمية الأولى ، جنبًا إلى جنب مع حوالي 10000 لوح مسماري طيني. أُعيدت الألواح المسمارية إلى تركيا بين عامي 1924 م و 1987م. وأعيد تمثال السفنكس المحفوظ بشكل أفضل إلى تركيا في عام 1924م. أما تمثال السفنكس الثاني، الذي لحق به ضرر شديد ، فقد ظل في برلين وفقًا لاتفاق وقتها. ومع ذلك ، طالبت تركيا باسترجاعه في عام 1938م ، ثم تكرر ذلك في عام 2011، إلى جانب التهديد بسحب تراخيص التنقيب لعلماء الآثار الألمان.
رفض بارزينجر Hermann Parzinger هذا الطلب، وهو رئيس مؤسسة التراث الثقافي البروسي، مشيرًا إلى الوضع القانوني غير الواضح. فقد فقدت أجزاء كبيرة من وثائق متاحف برلين في الحرب ، وحتى من الجانب التركي على الرغم من الإعلان عن مستندات تثبت الادعاء بوضوح، لكنها لم تقدم مطلقًا. ومع ذلك أبدى ارزينجر الرغبة في ماقشة الأمر،  وكذلك وزير الثقافة بيرند نويمان. في أيار/مايو 2011 م، تم التوصل إلى اتفاق بموجبه يجب إعادة السفنكس إلى تركيا حتى 28. تشرين الثاني/نوفمبر 2011 م  في تموز/يوليو 2011، عاد تالسفنكس أخيرًا إلى تركيا.
منذ تشرين الثاني/نوفمبر 2011 م، تقف السفنكستان المجددتان كعامل جذب رئيسي في متحف بوغازكاله. كانت السفنكس التي قد عادت بالفعل في عام 1924م ، معروضة في متحف إسطنبول للآثار. متحف بيرجامون في برلين لديه نسخة من الجبس صنعت كبديل لللسفنكس الأصلية. كانت السفنكس التي عادت في عام 1924 ممثلة بالفعل بنسخة على أي حال. وبالتالي ، يوجد الآن نسختان في برلين - وكذلك على بوابة السفنكس في موقع الحفريات.

## المتاحف
أرشيف الألواح المسمارية من بوغازكاله محفوظة الآن في متحف إسطنبول للآثار ومتحف أنقرة للحضارات الأناضولية. توجد اكتشافات أخرى معروضة في المتحف المحلي في بوغازكاله ومتحف جوروم الأثري .

## أدبيات الموضوع
- بوغازكوي-حتوساس. نتائج الحفريات التي أجراها معهد الآثار الألماني وجمعية المشرق الألماني. 21 مجلدا. GBR. مان ، برلين 1952 وما يليها ، زابرن ، ماينز 1996 وما يليها. ISSN 0342-4464 .
- بيتر نفيه : هاتوسا - مدينة الآلهة والمعابد. حفريات جديدة في عاصمة الحثيين. في المرتبة الثانية طبعة. Zabern، Mainz 1996، ISBN 3-8053-1478-7 .
- W. Dörfler et al .: دراسات عن التاريخ الثقافي والاقتصاد الزراعي في منطقة مستجمعات المياه في مدن الحثيين. في: MDOG . برلين 132.2000، ISSN 0342-118X ، ص. 367-381.
- الحثيين ومملكتهم - أهل 1000 آلهة. كتالوج المعرض. الحثيين. شعب 1000 آلهة من ال 18 من يناير إلى 28 أبريل 2002 في قاعة الفنون والمعارض بجمهورية ألمانيا الاتحادية في بون. Theiss، Stuttgart 2002، ISBN 3-8062-1676-2 .
- يورغن سيهر : حائط مدينة طوبى في هاتوسا. تقرير عن إعادة الإعمار. Ege Yayınları ، إسطنبول 2007، ردمك 978-975-8071-94-4 .
- يورغن سهير: زعيم حطوشة . يوم في العاصمة الحثية. 4، الطبعة المنقحة. Ege Yayınları ، إسطنبول 2011، ردمك 978-605-5607-57-9 .
- أندرياس شاشنر : تقارير العمل في الجريدة الأثرية (AA)
  - الحفريات في Boğazköy-Hattuša 2006 ، في AA 2007/1، الصفحات 67-93 (عبر الإنترنت)
  - الحفريات في Boğazköy-Hattuša 2007 ، في AA 2008/1، الصفحات 113-161 (الملخص ، عبر الإنترنت)
  - الحفريات في Boğazköy-Ḫattuša 2008 ، في AA 2009/1، ص. 21-72 (ملخص)
  - الحفريات في Boğazköy-Hattuša 2009 ، في AA 2010/1، ص 161-221 (الملخص)
  - الحفريات في Boğazköy-Hattuša 2010 ، في AA 2011/1، ص 31-86 (عبر الإنترنت)
  - الحفريات في Boğazköy-Ḫattuša 2011 ، في AA 2012/1، الصفحات 85-137 (الملخص ، عبر الإنترنت)
  - العمل في Boğazköy-Ḫattuša 2012 ، في AA 2013/1، ص. 147-193 (الملخص ، عبر الإنترنت)
  - الحفريات في Boğazköy-Ḫattuša 2013 ، في AA 2014/1، ص 93-168 (الملخص ، على الإنترنت)
  - الحفريات في Boğazköy-Ḫattuša 2014 ، في AA 2015/1، ص. 69-107 (الملخص ، عبر الإنترنت)
  - الحفريات في Boğazköy-Hattuša 2015 ، في AA 2016/1، ص 1-47 (الملخص ، عبر الإنترنت)
- أندرياس شاشنر: حطوشة. بحثا عن الإمبراطورية الأسطورية للحثيين. CH Beck Verlag، Munich 2011، ISBN 978-3-406-60504-8 .
- أندرياس شاشنر: هاتوسا - عاصمة الحثيين. ظهور وتطوير وتراجع عاصمة العصر البرونزي. في: العالم القديم 1/2012، ص 8-15 (عبر الإنترنت)
- Andreas Schachner: The Excavations in the Lower City of usaattusa (2009-2014): النتائج الأولية الأولى ، في: A. D'Agostino ، V. Orsi ، G. Torri (ed.)، المناظر الطبيعية المقدسة للحثيين ولويان ، Studia Asiana 9، فلورنسا 2015، ص 67-81 (عبر الإنترنت)

## دليل المواقع
- هاتوشا على موقع DAI
- ما تحكيه خدمة الطاولة من الأناضول عن حياة الحثيين - ثقافة عالية غامضة من العصور القديمة Berliner Zeitung ، 8. نوفمبر 2008
- Eintrag
- Photoset إلى uattuša و Yazılıkaya ch-forrer.ch (موقع خاص يحتوي على 90 صورة)